# Kostel Tří králů (Libouchec)
Kostel svatých Tří králů v Libouchci je původně pozdně gotická sakrální stavba stojící na mírném návrší nad hlavní komunikací procházející Libouchcem, uprostřed rozsáhlého hřbitova. Je chráněn jako kulturní památka České republiky.

## Historie
První zmínka o již existujícím kostele pochází z roku 1357, kdy držitel místního panství Beneš z Vartenberka jmenoval nového liboucheckého faráře po smrti toho předchozího. Původní pozdně gotický kostel byl poté roku 1569 renesančně přestavěn po změně vlastnictví místního panství. Vzhledem k luteránské víře tehdejší majitelů pánů z Bynova pocházejících ze Saska, byl i kostel několik let luteránským. 
V době po Třicetileté válce se opět změnilo vlastnictví panství a v souvislosti s Obnoveným zřízením zemským se stal kostel opět katolickým. Další přestavbě, tentokrát barokní, předcházela tragédie v roce 1699, kdy se zřítila část stropu a usmrtila či těžce poranila několik věřících. Během této přestavby byla upravena loď s předsíní a věž umístěná směrem k hlavní cestě. Vystavěna byla brána a schodiště. Později sem byly zaneseny křtitelnice a kazatelna z opuštěné a chátrající tvrze pánů z Bynova v Schönsteinu (části Tisé). V roce 1723 byl pořízen varhanní pozitiv, jehož autorem je saský varhanář Christoph Standfuss. Z roku 1769 pak pochází zmínky o tehdejších třech oltářích v kostele, konkrétně hlavním oltáři, vedlejším oltáři sv. Jana Křtitele a oltáři sv. Josefa.
Nové varhany dodala začátkem 19. století místní varhanářská dílna Franze Fellera. V tomto věku také proběhla celá řada oprav a úprav kostela. Nejvýznamnajší z nich proběhly v letech 1857, 1861 až 1863 a 1897 až 1898, kdy došlo k pořízení nového vybavení a puristické úpravě. Z přelomu 19. a 20. století pak pochází vitráže. V roce 1935 pak byly původní Fellerovy varhany vyměněny za nové od varhanářské dílny Rieger z Krnova, přičemž tyto jsou některými publikacemi hodnoceny jako méně kvalitní oproti předchozím. Fasáda kostela byla opravena v roce 1995 a střecha v roce 2011.

## Architektura

### Exteriér
Kostel je jednolodní, obdélný. Má pětiboce uzavřený presbytář a obdélnou sakristii po severní straně a hranolovou věž po jižní straně lodi. Západní průčelí má tři osy a obdélný portál v ose. Je s lizénami a lizénovými rámci. Průčelí je zakončeno obdélným štítem s trojúhelným nástavcem. Boční fasády lodi jsou s polokruhově ukončenými okny. Presbytář má opěráky a hrotitá okna s kružbami. Věž je dvoupatrová, s římsami a lizénami. V přízemí věže je obdélný kamenný portál se supraportou. V prvním patře jsou segmentově zakončená okna. Ve druhém patře jsou podvojná, polokruhově ukončená okna.

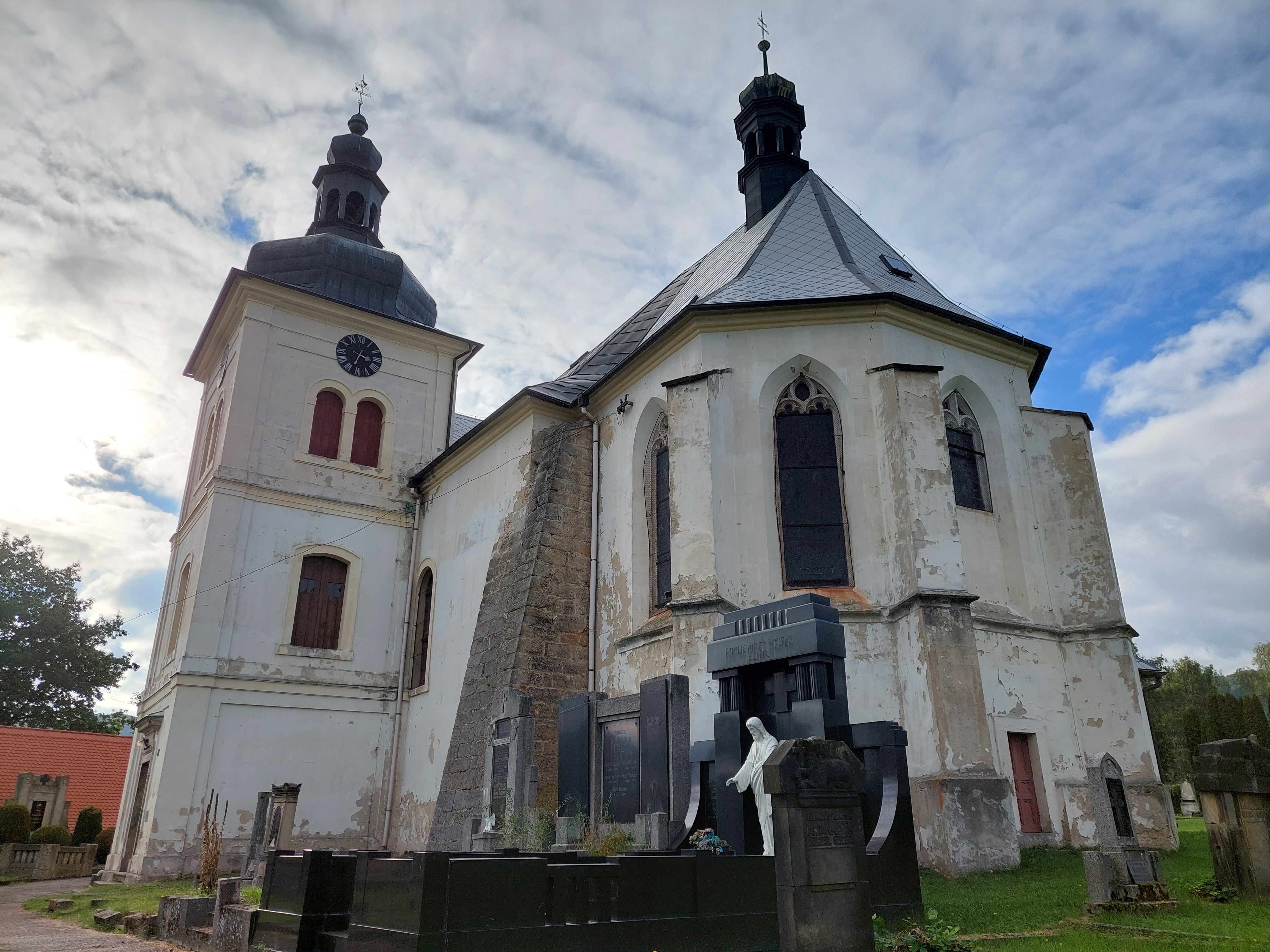
Jihovýchodní pohled na kostel
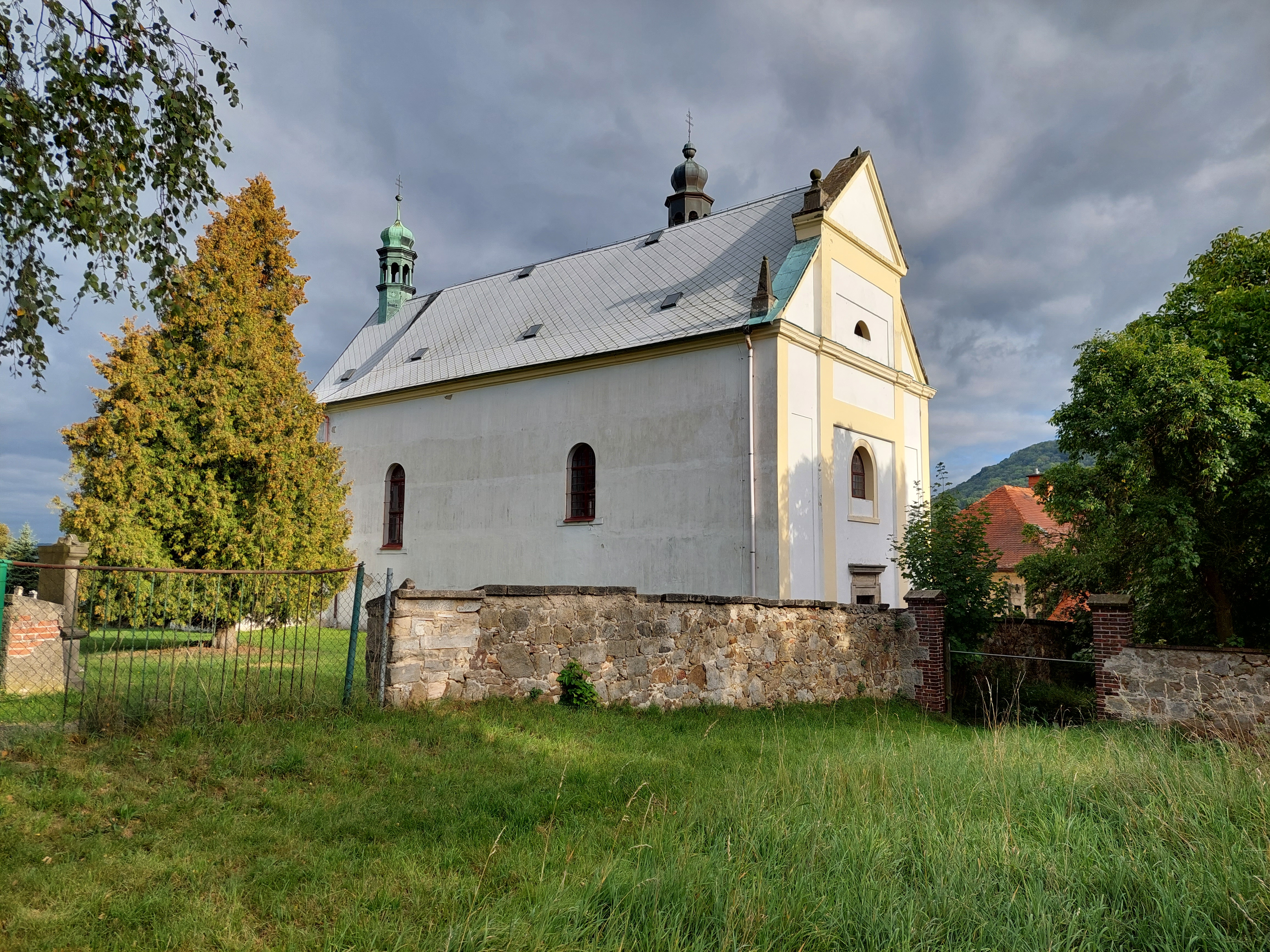
Severozápadní pohled na kostel
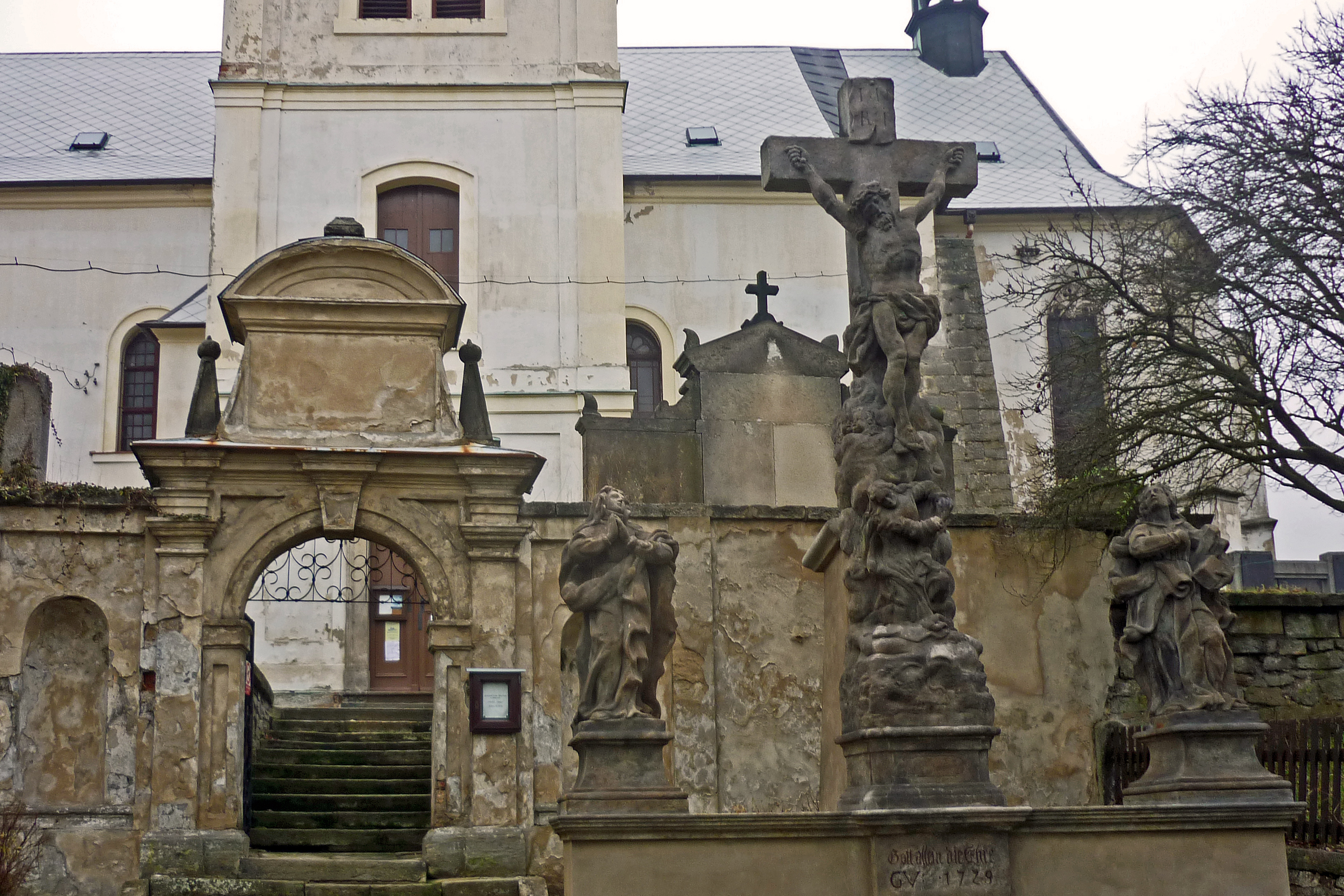
Barokní kalvárie a vstupní brána
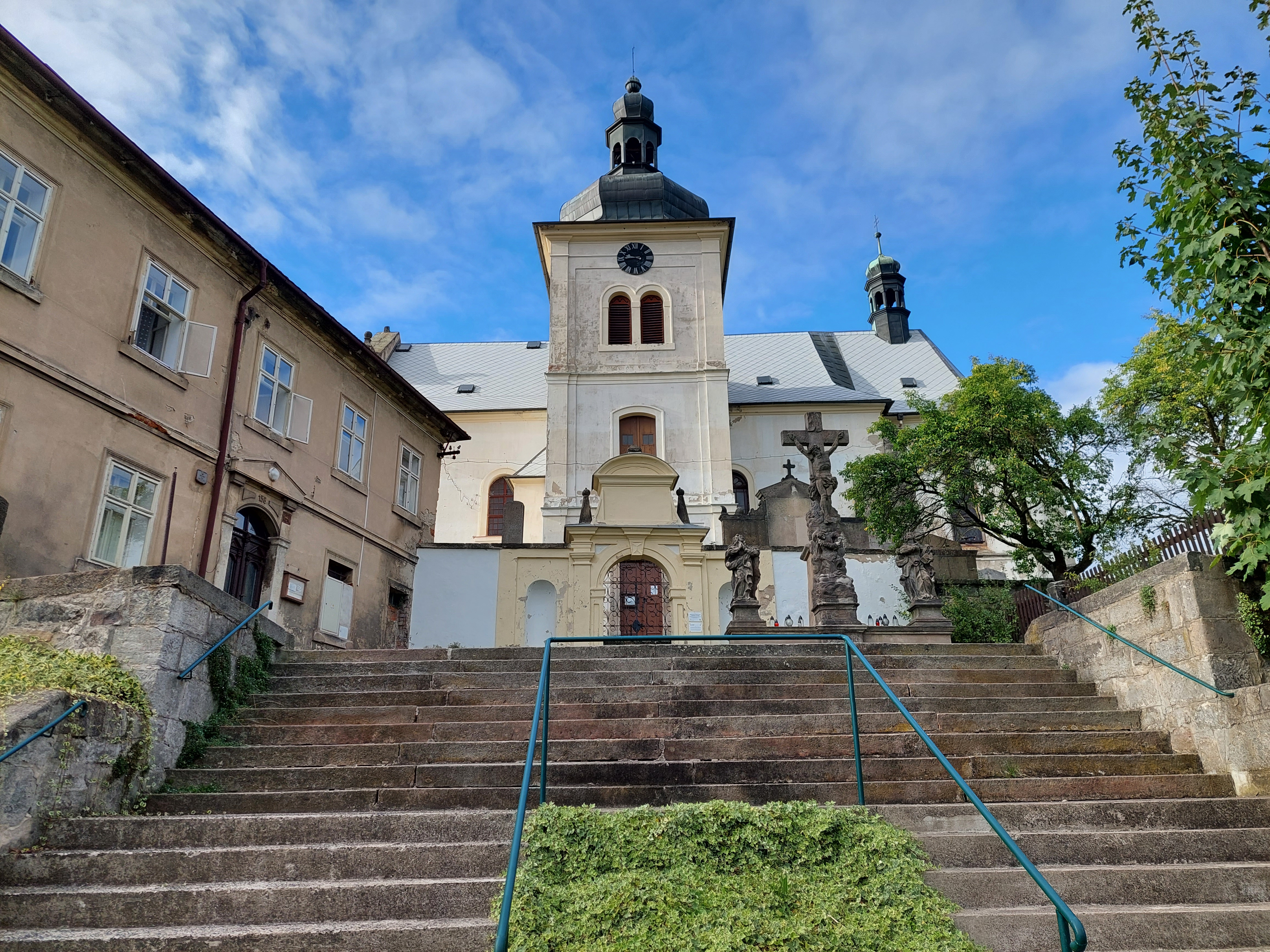
Jižní pohled na kostel se schodištěm a budovou fary

### Interiér
V presbytáři je strop s fabionem a obrazem Nejsvětější Trojice. Ve třech stěnách závěru kostela jsou vysoká hrotitá okna s kružbami a středovým prutem. V severní stěně je sedlový portál do sakristie. Východně od něho je kamenný výklenkový pozdně gotický sanktuář v pravoúhlém profilovaném rámci se sloupky, které jsou zdobeny geometrickým ornamentem, kolem výklenku zakončeného oslím obloukem. Jsou zde původní železná dvířka. Ve východní stěně jsou obdélné dveře na hřbitov. V lodi je strop s fabionem a nástropním obrazem (kopie Sixtinské madony). Tříramenná kruchta je podklenuta valenou klenbou se stýkajícími se lunetami a pásy. Západní rameno spočívá na dvou zděných hranolových pilířích a třech obloucích, postranní rameno na dřevěných vyřezávaných pilířích a krakorcích. Obdélná předsíň v přízemí věže má valenou klenbu se stýkajícími se lunetami. Ve východní stěně je výklenek s pamětní deskou padlým v 1. světové válce. Jsou zde také dvě kamenné sochy od P. Philippa z roku 1919. Do lodi vede pravoúhlý portál s uchy. Sakristie má hladkou valenou klenbu.

### Vybavení
Hlavní oltář, boční oltáře, kazatelna, křížová cesta a lavice jsou pseudogotické. Kamenná křtitelnice je pseudorenesanční a pochází z 19. století. V kostela jsou barokní dřevěné kandelábry a cínové svícny.

### Zvony
Na boční věži se nacházejí tři zvony – velký litinový zvon z roku 1918, střední zvon z roku 1704 od Matyáše Christla a malý zvon z roku 1789 od Františka Franka. V lucerně věže jsou dva litinové hodinové cymbály, zcela bez ozdob, možná z téže dílny jako litinový zvon. Sanktusník kostela je bez zvonu.

## Okolí kostela
Kostel obklopuje hřbitov na který vede brána, která je v dolní části barokní a v horní části pochází z 19. století. Je obdélná, má polokruhově zakončený vstup, dva pilastry a lichoběžníkový štít se segmentovým vyvrcholením a dvěma postranními jehlanci. Ve štítě je nápis o stavbě kostela z roku 1857 a jeho obnově v letech 1897-1898. Před hřbitovní zdí stojí barokní sousoší Kalvárie z roku 1728 signovaná G.V.